# TAOC

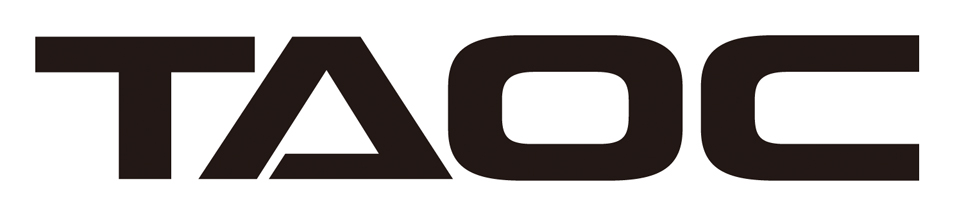
TAOC(タオック)のブランドロゴ。

TAOC（タオック）は、自動車用鋳造部品メーカーであるアイシン高丘株式会社の音響機器向けブランド、登録商標。1983年発の鋳鉄製スピーカーベースから用いられている。鋳鉄の持つ振動減衰特性をオーディオに応用した研究開発を続けている。主な製品は、 オーディオラック、オーディオボード 、 スピーカースタンド 、インシュレーター、スピーカーベースなど。 また、1999年から鋳鉄の振動減衰性能を応用したスピーカーFCシリーズを展開している。全てのTAOC製品は、愛知県豊田市高丘新町天王1番地にあるアイシン高丘本社工場内の専用倉庫から発送されている。自社製品以外にも鋳鉄の性能を活用してOEM生産も行っている。

## 概説
TAOCというブランド名は、アイシン高丘”T”、Anti（除外）”A”、Oscillation（振動）”O”、Casting（鋳造）”C”のそれぞれの頭文字に由来する。1970年代 、オイルショックの影響を受けて、アイシン高丘社内において自動車部品以外の様々な事業展開を検討し、素材の研究を行っていた。その際、のちのスピーカーベースとなる製品企画を機に、オーディオ愛好家の社員を中心に プロジェクトチームが構成され、製品化に向けて本格的に活動を開始した。1983年9月には、初代製品なるTAOCとなるスピーカーベースを発売しオーディオアクセサリーブランドとしての活動をスタートさせた。1986年にはインシュレーターを、1987年には鋳鉄製オーディオボードを発売したのちも、同ブランド初のオーディオラックとなったSSシリーズ、次モデルのオーディオラックの代名詞となったCSシリーズ、現在も発売されているロングセラーのHSTシリーズを含むスピーカースタンドと、次々と積極的に設計開発を行いながらオーディオ市場へ新製品を発売し、1990年代初頭には現在とほぼ同じ商品カテゴリー展開となった。こうした活動が評価され、1989年5月には、日本強靭鋳鉄協会より「鋳造技術貢献企業」として表彰されている。
主力製品はオーディオラックであり、国内で高いシェアを持っているが、海外へも出荷されている他、一般ユーザー向けのホームオーディオだけでなく、レコーディングスタジオなどの音楽制作スタジオの設備などにも導入されており、スタジオエンジニアからも評価を得ている。

## オーディオラック
TAOCとしての初のオーディオラックとなったSSシリーズ、次いで1987年に発売されたCSシリーズから現行品のシリーズに至るまで、同ブランドのオーディオラックは、鋳鉄の持つ振動減衰機能を一貫してコンセプトとしている。現在のラインナップのフラッグシップモデルのCSR、その開発過程で得たノウハウと近年の研究結果を基にロングセラーのASRⅡの性能を最大限に高めた最新機種のASRⅢ、それら上位機種の高い性能を異なる形でアプローチしたXL、CLシリーズの4機種となっている。このうち、CSRラックには、TAOCオーディオラックで初めて鋳鉄紛を封入した特別仕様の支柱を採用しており、同社のスピーカースタンドの特長をオーディオラックの支柱に持ち込んだようなユニークな設計となっており、2021年現在でも唯一の仕様となっている。それにより、音質改善効果の面においても、通常の支柱よりも高い性能を持たせている。CSRとASRⅢの棚板には、同ブランドのオーディオボードと同じハニカムコアが採用されているほか、ラックの随所に専用鋳鉄製パーツが採用されている。ハニカムコアとは、2013年に開発された六角形の格子内に鋳鉄紛を適切な量を封入させる製法による構造で、現在のTAOCの音質改善効果の大きなファクターの一つとなっている。ミドルクラスのXLラックの棚板は、制振シートを内蔵させた棚板構造を採用している。また、ミドルクラスのXLとエントリークラスのCLは共通して、FCセパレートシステムという、棚板の上下に鋳鉄を配置して挟み込む新構造を採用している。

## オーディオボード
TAOCのオーディオボードは、六角形の格子に鋳鉄紛を敷き詰めたハニカムコア（以前は鋳鉄紛シート）を中央に配置したサンドウィッチ構造を採用している。ハニカムコアの四方を挟み込む木材の材質、積層材やボードの形状は、各モデルが持つ用途と目的によって異なる。SCBシリーズが主要機種であるが、ラックの棚間への設置を目的としたSUBシリーズも2005年より発売されている。SCBは、Sound Creation Boardの略 、SUB は、Sound Ugrading Boardの略。1987年発売のオーディオボードは、鋳造による全てハイカーボン鋳鉄のものだったが、その後オーディオボードとしての性能向上を目的に、現在のような「選定した木材で鋳鉄紛をサンドウィッチさせる」独自構造としている。以前は、鋳鉄紛シートを採用していたが、2013年に開発された前述のハニカムコアに変更し、より高い音質改善効果を発揮するとしている。
TAOC製品以外では、パナソニックの音響ブランド「テクニクス」とコラボレーションを行い、同社のオーディオ機器専用のオリジナルオーディオボードを開発している。

## スピーカースタンド
TAOCのスピーカースタンドは、低重心化による振動減衰機能を目的とし、支柱内に鋳鉄紛を封入させているという特徴がある。その鋳鉄紛量は、各モデルで異なっており、各々の効果を狙って設計されている。「異なる厚みの鉄板を密着させ、互いに違った固有値を持つ板材が振動を抑制することで、音質改善を行う二重鉄板構造」としての特許を取得し、製品の天板に用いている。90年代初頭に発売され同ブランドのスピーカースタンド第１号として発売されたうちの一つであるHSTスタンドは、現在も同ブランドのフラッグシップモデルとして、HST-60HBという品番で発売されており、現在のスピーカースタンドのカテゴリーにおいても、リファレンスモデルとして使用されることが多い。WSTシリーズは、B＆W社のスピーカー向けに設計されたモデルであり、スタンダードクラスのBSTシリーズは、2種の異なるサイズの天板、3種の長さの柱からなる計6種類のラインアップとなっている。

## インシュレーター
TAOCのインシュレーターは、炭素の含有量や製造方法を変えることで得られる3種類の鋳鉄を独自に定義して、効果や目的別に設計されたインシュレーターを展開している。インシュレーターの品番に多く用いられるTITEは、タイトと読むが Tightの意味ではなく、Tone Innovation Tee（音を革新する台座）の略 である。各モデルの品番のうち、数字の10の位は高さを、1の位は直径を示しているケースが多い。
下記は、現在までTAOCが採用している3種の鋳鉄である。
- アドバンスド・ハイカーボン鋳鉄・・・ハイカーボン鋳鉄を熱処理することで材質の均質性と硬度を高めた鋳鉄（特許取得）。
- ハイカーボン鋳鉄・・・TAOC製品に最も多く用いられ、振動減衰効果に優れた性質を持つ鋳鉄。
- グラデーション鋳鉄・・・鋳造後に急冷される製法上、黒鉛の形状が外側に細かく内部に行くほど大きくなる鋳鉄を定義。

## スピーカーベース
1983年に発売されたTAOC製品において最初期の製品カテゴリー。発売当時に主流だった、JBLやタンノイをはじめとする中型から大型サイズのスピーカーの下に設置する事が現在に至るまでオーディオのセッティングにおける一つのスタンダードになった。外見の主な特徴として、製品のボディー中央部に縦振動子と呼ばれるバー状のものがある。（特許取得）TAOCブランドにおいてシンボルのような製品であり、発売まで様々な形状・塗装色で展開されてきたが、2022年4月現在は発売されていない。

## スピーカー
1999年に発売したFC7000からスタートしたTAOCブランドのスピーカーには、全てFCという型番が付けられているが、これは鋳鉄の記号に由来する。初代のFC7000は、片側チャンネルつまり1台当たりの重量が100kg以上、100万円であり、ペアでは200㎏以上、200万円という当時の国産スピーカー市場においても大きなインパクトがあるモデルだった。FC7000以降も製品開発を行い、FC3000、FC4000、FC5000、FC3100、FC4500、LC200M、LC800、AFC-L1と製品開発を続けている。全てのスピーカーには、鋳鉄製部品が採用されており、特にスピーカーユニットをマウントするリングを鋳鉄製で同ブランドのスピーカーの特長の一つとなっている。この他にもホームシアター向けのスピーカーシステムも発売してことがあり、センタースピーカー”FCC-180”やサブウーファー”FCS-300”もラインナップに加えられていた。